# USS Franklin (1815)
Pour les autres navires du même nom, voir USS Franklin.
L’USS Franklin est un vaisseau de ligne de 74 canons de l’US Navy lancé en 1815.

## Histoire
L'USS Franklin est construit, en 1815, sous la supervision de Samuel Humphreys (en) et Charles Penrose. C'est le premier navire lancé depuis le chantier Philadelphia Navy Yard.
L’USS Franklin prend la mer pour sa première croisière le 14 octobre 1817 sous le commandement du commandant H. E. Ballard en direction de la mer Méditerranée afin de conduire Richard Rush, ambassadeur américain à son poste. On lui assigne la fonction de navire amiral du Mediterranean Squadron jusqu'en mars 1820. Il rentre à New York, le 24 avril 1820.
Du 11 octobre 1821 au 29 août 1824, il sert de navire amiral pour le Pacific Squadron. 
L’USS Franklin est désarmé à l'été de 1843 avant d’être conduit à Boston afin de servir de navire d’apparat et de réception jusqu’en 1852. 
Il est démantelé, en 1852, à Portsmouth (New Hampshire).